# NGC 3806
NGC 3806 ist ein leuchtschwache Balken-Spiralgalaxie vom Hubble-Typ SBb im Sternbild Löwe nördlich der Ekliptik. Sie ist schätzungsweise 154 Millionen Lichtjahre von der Milchstraße entfernt und hat einen Durchmesser von etwa 100.000 Lichtjahren.
Im selben Himmelsareal befinden sich u. a. die Galaxien NGC 3768, NGC 3790, NGC 3801, NGC 3802.
Das Objekt wurde am 21. April 1862 vom deutsch-dänischen Astronomen Heinrich d’Arrest entdeckt.